# Kunszentmárton
Kunszentmárton je mesto na Madžarskem, ki upravno spada pod podregijo Kunszentmártoni Županije Jász-Nagykun-Szolnok.